# P-39戰鬥機

Bell 39D Airacobra

P-39 空中眼鏡蛇（英語：P-39 Airacobra）是一款由美國貝爾飛機公司設計的戰鬥機，曾在第二次世界大戰期間活躍。P-39與其他同一時期的戰鬥機設計上最大的差異就是其發動機的位置：P-39的發動機是在機身的中央，飛行員的後方，前方的螺旋槳則以一根很長的驅動軸由發動機驅動。這種設計最大的優點就是將整架飛機最重的部分放置在飛機重心上，使得飛機的運動性能得以提升。另外一項特點是有別於當時廣泛與運用在戰鬥機上的後三點起落架，此機型使用前三點的起落架。

## 設計及歷史
第一架XP-39原型機於1938年4月6日首次試飛，原始設計是規劃裝載V-1710-17液冷式發動機並搭配奇異公司的渦輪增壓器而能執行高空作戰任務的單座戰鬥機。其機鼻空間也可容納大口徑機砲（37mm）而成為P-39在火力配置上的特點。原型機的性能相當出色，在兩萬英尺高度時可以達到390英里／時空速。然而這架原型機並未安裝任何武器，裝甲和其他量產飛機上需要的航電裝備，因此與後續實戰配備機型在基本重量上產生不小的差距。稍後美國陸軍航空隊（由於產量不足與萊特機場的某些官僚政治因素）向貝爾公司的設計部門要求刪除該機原本配備的渦輪增壓器，更導致P-39在6000英呎以上的性能大幅衰退。不僅如此，由於裝設自封油箱會減少機內燃料攜帶量，縮短滯空時間，結果使得量產型P-39與預期的性能差距很大，甚至被評批為尚未服役就落伍的設計，中置引擎布局也使得P-39維修不便，需要移除許多蒙皮才能維修引擎，這在前線機場的維護工作上是相對不利的。
第一款量產的P-39在機鼻安裝一門37毫米機砲，.30與.50機槍各兩挺，此一武裝配置在P-39D型時改為機鼻的37毫米機砲與兩挺.50機槍，機翼兩邊各兩挺.30機槍。
P-39在二次世界大戰初期曾一度短暫的的作為美國陸軍航空軍的主力，尤其曾進駐瓜島的亨德森機場，用於和日軍作戰，但是很快的由於性能劣勢而退居二線與擔任訓練任務。美國轉而將大量出廠的P-39在租借法案下運往蘇聯，讓這種飛機在蘇聯戰場找到另外一片天空。
雖然起初蘇聯飛行員也和美國的同行一樣對本機表現諸多惡評，認為頂多只能彌補當時產量不足的Yak-9和La-5戰鬥機，加上蘇聯官方刻意壓低外援飛機在蘇聯戰場上的表現。
但因為其在寒冷的蘇聯領空下表現十分實用可靠，P-39憑藉其先天設計，具備在低空（與德軍的Bf109與Fw190相比之下較）良好的機動性與堅固裝甲，以及1942年時戰鬥機航炮口徑之冠的火力，以及當時蘇聯戰鬥機普遍缺乏的無線電設備，得以在實戰（特別是低空空域與前線的戰術性制空任務）與德國空軍有效抗衡，讓飛行員有機會存活並累積經驗而逐漸能夠克敵制勝。不僅獲得相當程度的好評，也取得優異的擊落紀錄，成為多位蘇軍王牌飛行員的座機。
大戰結束時P-39總共出厂9529架，扣除損失的部分，有4789架運抵蘇聯。

## 使用國家
- 美国
- 苏联
- 英国
- 法國
- 意大利
- 義大利
- 波蘭
- 葡萄牙

## 外部連結
- 贝尔  P-39“空中飞蛇”（页面存档备份，存于）
- 另类  P-39 的另类传奇（页面存档备份，存于）
- 贝尔  P-39“飞蛇”战斗机（页面存档备份，存于）